# Каменська область
Каменська область, чи Кам'янська область (рос. Каменская область) — адміністративна територіальна одиниця РРФСР у 1954—1957 роках.
Утворена 6 січня 1954 року. До складу увійшли північні райони Ростовської, південні райони Воронезької і західні райони Сталінградської областей.
Обласний центр — місто Каменськ-Шахтинський. Проте майже всі установи були у місті Шахти. У серпні 1955 року Шахти стали офіційно обласним центром.
У складі області налічувалося 41 район (за іншими даним 39), 9 міст і 11 селищ.
На 1956 рік у області проживало 1350 тис. осіб. Площа становила 53,6 тис. км².
Ліквідована 19 листопада 1957 року. Її територія увійшла до складу Ростовської, Воронезької і Сталінградської областей.